# Roman Janusz Rączy
Roman Janusz Rączy (ur. 15 lipca 1955 w Trzebiatowie, zm. 29 stycznia 2001 w Namysłowie) – polski działacz opozycji antykomunistycznej w okresie PRL.

## Życiorys
W roku 1979 Ukończył Szkołę Muzyczną II stopnia w Szczecinie.
Od września 1980 aktywny członek Solidarności. Po wprowadzeniu stanu wojennego represjonowany i zwolniony z Zespołu Estradowego Pomorskiego Okręgu Wojskowego.
Od 1984 autor i drukarz podziemnych pism informacyjnych. 23 maja 1984 zatrzymany i aresztowany w trakcie kolportowania ulotek w Namysłowie, zwolniony na mocy amnestii. W okresie od X 1988 do XI 1989 redaktor i wydawca podziemnego, następnie niezależnego pisma Obserwator Namysłowski.
Twórca inicjatyw wydawniczych: w 1988 „Biuletynu Oleśnickich Sympatyków Solidarności”, w 1989 pisma uczniowskiego „Ponuraczek”. W IV 1989 współtworzył protest strajkowy w Przedsiębiorstwie Gospodarki Komunalnej i Mieszkaniowej w Bierutowie.
W 1989 wiceprzewodniczący Komisji Interwencji i Praworządności Solidarności Śląska Opolskiego oraz członek KIiP Solidarności Regionu Dolny Śląsk.
Działacz KPN, członek kierownictwa w woj. opolskim.
Represje i działania operacyjne służ bezpieczeństwa ustalone przez Instytut Pamięci Narodowej:
- V-XII 1984 rozpracowywany przez p. III RUSW w Namysłowie w ramach SOR krypt. Drukarynka;
- III 1985 – X 1986 w ramach SOS krypt. Łysy;
- 19 XII 1988 – 4 XII 1989 w ramach KE/SOR krypt. Grajek.